# Eiphosoma quorum
Eiphosoma quorum är en stekelart som beskrevs av Ian D. Gauld 2000. Eiphosoma quorum ingår i släktet Eiphosoma och familjen brokparasitsteklar. Inga underarter finns listade i Catalogue of Life.